# Lerna

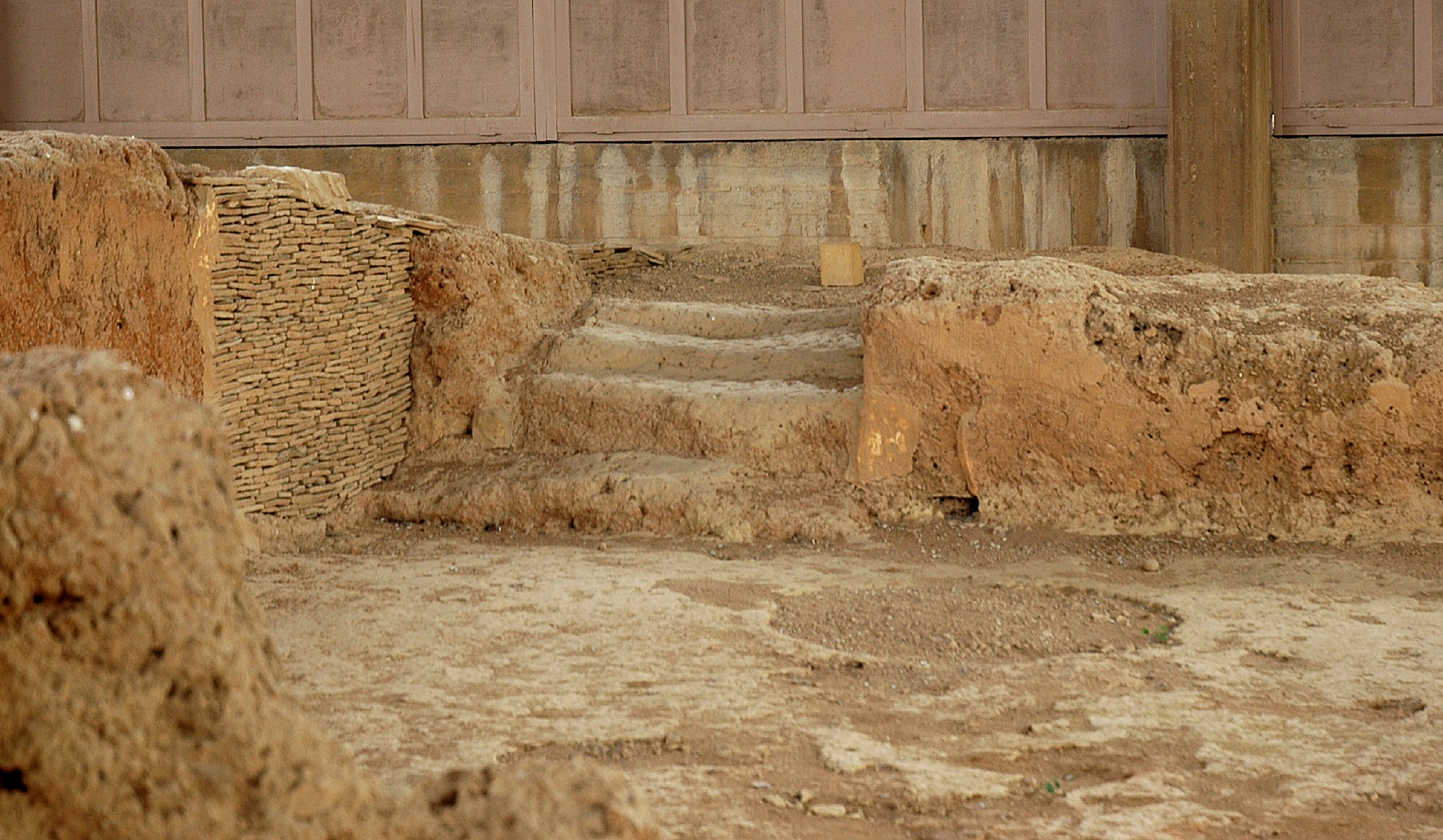
Restos de la escalera de la Casa de las Tejas en Lerna.

En la Antigua Grecia, se llamaba Lerna a una región de manantiales y a un lago cercanos a la costa oriental del Peloponeso, al sur de Argos donde se han hallado restos de asentamientos desde el periodo neolítico hasta la época micénica. En la mitología griega, era conocida principalmente como guarida de la Hidra de Lerna, la serpiente acuática ctónica de múltiples cabezas, una criatura ya de mucha antigüedad cuando la mató Heracles como segundo de sus trabajos.
El secreto del manantial de Lerna era el don de Poseidón cuando este yació con Amimone, hija de Dánao.
El geógrafo Estrabón atestigua que las aguas del Lerna eran consideradas curativas:

El lago Lerna, escenario de la historia de la Hidra, se halla en territorio de Argos y Micenas; y a causa de las purificaciones que tenían lugar en ella surgió un proverbio, “una Lerna de males”. Actualmente los escritores coinciden en que en el territorio había abundante agua, y que aunque la ciudad queda en un distrito sin agua, tiene abundantes pozos. Estos pozos se adscribían a las hijas de Dánao, creyendo que ellas los habían descubierto... pero se añade que cuatro de los pozos no sólo eran considerados sagrados sino también especialmente reverenciados, introduciendo así la falsa noción de que hay escasez de agua donde la misma abunda.
Estrabón, Geografía, VIII, 6, 8.

## Mitología
Lerna era una de las entradas al Inframundo, y los antiguos misterios lerneos, consagrados a Deméter, se celebraban allí. Pausanias dice (2.37.1) que los misterios fueron instaurados por Filamón, gemelo de Autólico. En el lago Alcíone, el héroe que se atreviera podía lograr entrar al mundo de las tinieblas, como hizo Dioniso, guiado por Prosimno, en busca de su madre Sémele. Para los mortales el lago era peligroso:

No hay límite a la profundidad del lago Alcíone, y no sé de nadie que haya ideado la forma de ser capaz de alcanzar su fondo desde que ni siquiera Nerón, quien tenía cuerdas de varios estadios de longitud y las unió, atándoles plomos y no omitiendo nada que pudiera ayudarle en su experimento, fuera capaz de hallar límite alguno a su profundidad. También he oído que el agua del lago es aparentemente tranquila y silenciosa pero, aunque así se ven, todo nadador que intenta cruzarlo es arrastrado a su fondo, aspirado a las profundidades, y desaparece sin dejar rastro.
Pausanias, Descripción de Grecia, II, 37, 4.

Como Plutarco (Sobre la adoración de Isis y Osiris) sabía, Dioniso era invocado como Bugenes, ‘hijo del toro’ con una extraña trompeta arcaica llamada salpinx, mientras se arrojaba un cordero a las aguas como ofrenda para el «Guardián de la Puerta» del Inframundo, es decir, la Hidra de Lerna.

## Arqueología
Lerna estuvo poblada ya en el Neolítico, en el V milenio a. C., siendo luego abandonada durante algún tiempo. Tiene uno de los mayores túmulos prehistóricos de Grecia, un yacimiento de un palacio o centro administrativo de dos plantas al que se llama la «Casa de las Tejas» por las tejas de terracota que cubrían su techo (en lo que supone un ejemplo temprano de esta técnica). El centro de mando fuertemente fortificado llamado «Lerna II» en la estratografía del yacimiento data de la cultura del Heládico Antiguo (Edad del Bronce Antiguo), sobre 2500-2200 a. C.
Aunque se han identificado cinco etapas de ocupación en Lerna, no se construyó sobre el lugar de la «Casa de las Tejas», ya sea por respeto o miedo. Hasta finales del Heládico Medio no se cavaron tumbas en el túmulo, lo que indica que la importancia de tal monumento había sido olvidada. Lerna fue usada como cementerio durante la época micénica, pero se abandonó sobre el 1250 a. C.
Las excavaciones en el sitio fueron iniciadas por John L. Caskey en 1952, cuyos esfuerzos iniciaron la serie de publicaciones de la Edad de Bronce de Lerna, Lerna I-V, inspirando muchas otras publicaciones. Técnicas geológicas modernas han identificado la ubicación del desaparecido lago sagrado de Lerna, que era una laguna de agua dulce separada por una barrera de dunas del mar Egeo. En la Edad del Bronce Antiguo el lago Lerna tenía un diámetro estimado de 4,7 km. La deforestación aumentó el depósito de fango y el lago se convirtió en un pantano infestado de malaria, cuyos últimos vestigios fueron drenados en el siglo XIX.